# Билый, Игнат Архипович
Игнат Архипович Билый (1 января 1887, Добровольный, Кубанская область — 28 марта 1973, Нью-Йорк, Нью-Йорк) — кубанский казак, политик, бессменный редактор журнала «Вольное Казачество» и газеты «Казак».

## Биография
Игнат Билый родился 1 января 1887 года в станице Ольгинской, Кубанской области, в бедной казачьей семье. После смерти отца, на двенадцатом году жизни, окончив трехгодичную школу — он пошёл на бесплатную должность писарчука, под руководством станичного писаря Г. И. Плиса, брата матери.
С 1900 года Билый продолжал своё образование в новооткрытом станичном двухклассном училище, и по окончании его был принят на должность помощника станичного писаря с месячным жалованьем в 5 рублей. Но Игнат Билый хотел учиться дальше, а средств для этого не было. Ему помог деньгами состоятельный и бездетный станичник Филипп Захарович Канивецкий с женою.
Осенью 1903 года, после конкурсного экзамена, Билый был принят в 1-й класс Кубанской Учительской семинарии в городе Екатеринодаре. Полученная на следующий год стипендия избавила его от материальных хлопот. Аттестат зрелости он получил весной 1907 года, а осенью того же года поступил на физико-математический факультет Петербургского университета. Закончил он университет в 1912 году.
Осенью 1912 года, во время выборов в Государственную Думу, сообщество станицы, где проживала семья Билого, послало его своим представителем на Таманский отдельский съезд. Там его избрали на областной съезд и он в числе 45 выборщиков подал свой голос при избрании представителя Кубанских Казаков в члены Государственной Думы четвертого созыва.
С 1913 года Билый состоял преподавателем математики в Екатеринодарском реальном училище, участвовал в основании газеты «Кубанская Мысль», сотрудничал в ней, был председателем Общества учащих и учивших Кубани и Черноморья.

### Политическая деятельность[1]
После Февральской революции началась активная политическая деятельность Игната Билого. С 5 марта 1917 года он поочерёдно состоял членом Временного Кубанского Областного Исполнительного комитета, представителем своей станицы на первом Кубанском Областном съезде, представителем Таманского отдела в Кубанском Исполнительном комитете, членом первой Кубанской Войсковой Рады, членом первого Кубанского Войскового правительства, членом Казачьей конференции 20-24 сентября 1917 года, постановившей учреждение Юго-Восточного Союза, представителем станицы Ольгинской в Кубанской Краевой Раде, в первой Кубанской Законодательной Раде и в Раде «паритетной» (46 казаков, 46 иногородних, 8 горцев). По поручению правительства Юго-Восточного Союза, в ноябре-декабре 1917 года Билый выполнял особую миссию в Киеве, где на тот момент утвердилась власть УЦР. С 23 февраля по 3 августа 1918 года, вместе с Законодательной Радой, он находился в Первом Кубанском походе и на Дону, а в июне того же года состоял участником делегации Рады к Донскому правительству.
Возвратившись на Кубань, Билый снова представлял свою станицу в Кубанской Краевой и Законодательной Радах, а с декабря 1918 по май 1919 — состоял в Парижской делегации от Рады. В июне этого же года был послан Радой на Казачью конференцию, вместо убитого в Ростове кубанца Н. С. Рябовола, а с 5 января по 4 марта 1920 года был делегатом Кубани на Верховный Круг Дона-Кубани-Терека, где состоял членом конституционной комиссии. 20 марта того же года послан был Кубанским правительством в Тифлис для переговоров с грузинами, а в июле из состава правительства Иваниса был командирован в Польшу и УНР. Когда Поляки заключили мир с Советской Россией, Билый остался в Польше на положении политического эмигранта.
Находясь в Варшаве, Билый сотрудничал с миссией Донского Войскового Круга, прибывшей в Польшу из Болгарии в 1921 году. Сообща с есаулом М. Ф. Фроловым, принял участие в основании и редактировании газеты «Голос Казачества», выходившей с 7 августа 1921 года до 7 мая 1922 года. В октябре 1922 года Билый переехал в Чехословакию, где получил правительственную стипендию и поступил студентом на инженерно-строительное отделение Пражского политехнического института. Одновременно занял место ассистента при кафедре гидротехники в Украинской Господарской академии в Подебрадах. В 1925 году он женился на девушке чешского рода Анне Алексеевне Блага.
В 1927 году в пражских казачьих кругах созрел план новой политической организации. Группа Донцов и Кубанцев, под председательством генерала И. Ф. Быкадорова, заложила центр Казачьего Национального Движения в эмиграции. 10 декабря 1927 года вышел в свет первый номер боевого органа этой группы, журнал «Вольное Казачество», редакторами которого были И. А. Билый и М. Ф. Фролов. Вольно-казачье движение было встречено в казачьей эмиграции весьма сочувственно.

В 1928 году Игнат Билый издал в Праге свою книгу «Казачьи Земли. Территория и народонаселение». В которой, между прочим, попытался проанализировать, как сложатся взаимоотношения казаков и украинцев в пределах независимой «Казакии», а также и за её пределами, между Украиной и «Казацкой Землёй»: 
Следующей за казачеством национальной группой населения Казачьих Земель (по целому комплексу их), являются украинцы. Отсюда ясно, что в своей внутренней политике, как и при строительстве самой государственности Казачьих Земель, Казачеству нужно будет сговориться прежде всего с этим своим соседом. «Блок» казаче-украинский составляет внушительное большинство всего народонаселения Казачьих Земель. Элементом, связующим эти две первые по величине группы населения, должны явиться, естественно, кубанцы – казаки-украинцы... Политика внутренняя обусловливает во многом политику внешнюю. Подчеркнутое выше соотношение внутренних сил в Казачьих Землях предопределяет и будущие государственные взаимоотношения с Украиной. Каковым бы в будущем Казачье Государство не было, оно немыслимо при враждебных отношениях с Украиной. Украина, опираясь на украинское население Казачьих Земель, всегда имела бы возможность парализовать тем враждебные против себя действия. Мир и союз Казачьих Земель с Украиной, как и мир казаков с местным украинским населением– являются хорошими, действительными предпосылками и базой для будущей Казачьей Государственности».
В 1930-е гг. казачьи кадры разделились на 2 части и одна из них на поместных кругах и съездах в июле 1935 года избрала своим лидером — Походным атаманом— инженера Игната Билого.
Будучи одним из лидеров Вольно-казачьего Движения, Билый стал мишенью различных враждебных сил. Противники вольно-казачьих идеалов и его личные недоброжелатели не брезговали никакими способами борьбы. В 1938 году, во время посещения Югославии, Билый подвергся аресту и истязаниям в белградской полиции. Осенью 1939 года, после нападения Германии на Польшу, Игнат Билый выступил в своем журнале как сторонник западных союзников, но вскоре, по ложному доносу неизвестных лиц, был французскими властями заключён в лагерь, а затем выслан в Алжир. Там он был освобождён 7 января 1943 года и впоследствии реабилитирован по решению парижских властей.
После успокоения военных страстей, Общеказачий Круг, заседавший в Мюнхене летом 1948 года, избрал его снова Верховным атаманом. Билый был переизбран на этот же пост частью организаций Казачьего Национально-Освободительного Движения в 1952 и в 1959 годах.
В 1958 году Билый переехал в США.
Умер 28 марта 1973 года в Нью-Йорке, похоронен на Свято-Владимирском кладбище в Джексоне, Нью-Джерси.